# Horní Cetno
Horní Cetno je vesnice, část obce Niměřice v okrese Mladá Boleslav. Nachází se asi 1,5 kilometru severně od Niměřic. Vesnicí protéká Strenický potok. Vesnicí vede silnice II/272. Horní Cetno leží v katastrálním území Niměřice o výměře 4,25 km².

## Historie
První písemná zmínka o vesnici pochází z roku 1348.